# 唇をかみしめて
「唇をかみしめて」（くちびるをかみしめて）は、日本のシンガーソングライターである吉田拓郎の楽曲。
武田鉄矢が原作・脚本・主演した1982年の映画『刑事物語』の主題歌として、同年3月21日にフォーライフ・レコード（現・フォーライフミュージックエンタテイメント）からシングルリリースされた。また、1988年5月21日に8cmCDへとフォーマットを変えて再発売されている。カップリングに同じ武田が脚本・出演した映画『幕末青春グラフィティ Ronin 坂本竜馬』の主題歌である「ジャスト・ア・RONIN」が収録されている。
シングルと映画エンディングで流れる曲は別テイクであり、映画で使用されたテイクは1985年に発売されたベスト・アルバム『吉田拓郎ベスト60』に収録されている。

## 背景
1980年代の日本の音楽シーンは中途半端なテクノロジーが混在して、音楽的な閉塞感もあり、フォークを聴くにも困難な時代で、フォークはすっかりニューミュージックという名の歌謡曲に取って代わられ、フォークにはたいそう旗色が悪い時代であった。拓郎はそのような時代を切り拓いてきた人でもあるが、そうした時代であっても格別な存在感を示し、フォークシンガー以上の何かを年長の熱狂的なファンから託されていた。後に映画『幕末青春グラフィティ Ronin 坂本竜馬』（1986年）で高杉晋作役に拓郎を指名したように、武田を始めとする拓郎ファンが、拓郎に何を求めていたか、何を託していたのか、拓郎にとって音楽活動の原点になった広島弁でドスの利かせた独特のシャウトで叫び、強烈な印象を残し、その期待に応えた。
そうした状況に加えて当時は、貸しレコード店（現在のレンタルCD）が若者に支持されて急速に店舗を増やしていた。貸しレコードに対して明確な法整備がされてなく、レコードを買わず、レンタルで済まされるとアーティストにはお金が入らないという問題があった。こんなことが続くと業界が寂れてしまうという危機感から、拓郎は貸しレコード業界への対抗策として、当時の一般的なシングルレコードの価格は1枚700円だったが、レンタル代金とさほど変わらない1枚400円で販売した。このため日本のレコード業界初の片面レコードとして発売されている。

## 制作
武田は『刑事物語』の主題歌を古くからの友人でもある拓郎に直々に依頼。同映画のために描き下ろされた。歌詞が全編拓郎が育った広島県の方言である広島弁を用いたため話題を呼んだ。拓郎はしぶしぶ引き受けてからも打ち合せに来ないとかがあり、もう間に合わないかと思ったらようやく曲が届き、歌詞を読んだだけで武田は泣いたという。武田は拓郎から「お前が博多弁で歌った（『母に捧げるバラード』）に対抗して俺もやってみた。おまえのマネをして広島弁で曲を歌ってみたよ」と言われた。
編曲にクレジットされている「広島二人組」は、拓郎と青山徹のことで、ギターも青山が演奏しておりレコードジャケットにも記載されているが、発売当時のチラシでは編曲の名義が「吉田拓郎・青山徹」とクレジットされている。

## 収録曲

### EPレコード盤

#### Side:A
1. 唇をかみしめて（4分38秒）
作詞・作曲：吉田拓郎 編曲：広島二人組

### 8cmCD盤
1. 唇をかみしめて（4分38秒）
作詞・作曲：吉田拓郎 編曲：広島二人組
2. ジャスト・ア・RONIN （4分13秒）
作詞：安井かずみ 作曲：加藤和彦 編曲：瀬尾一三
歌：吉田拓郎・加藤和彦

## 収録ディスク

### アルバム
- 『王様達のハイキング IN BUDOKAN』(1982年)[2]
- 『吉田拓郎ベスト60』(1985年)[2]
- 『The 吉田拓郎』(1986年)
- 『Songs』(1988年)
- 『LIFE』(1996年)
- 『吉田拓郎 THE BEST PENNY LANE』(1999年)
- 『PURE BEST』(2001年)
- 『GOLDEN☆BEST 吉田拓郎 THE LIVE BEST』(2002年)
- 『一瞬の夏』(2005年)[2]
- 『拓郎ヒストリー』(2007年)
- 『GOLDEN☆BEST 吉田拓郎 〜Words&Melodies〜』(2011年)

## カバー
- 武田鉄矢（1985年、シングル『コスモス』収録、『刑事物語4 くろしおの詩』挿入曲）[2]
- 奥田民生（2004年、シングル『スカイウォーカー 』収録）[2]
- 中島みゆき（2008年、ライブDVD『歌旅 -中島みゆきコンサートツアー2007-』/2018年、ライブCD『中島みゆき ライブ リクエスト -歌旅・縁会・一会-』収録）